# تيد دي كورسيا
تيد دي كورسيا (بالإنجليزية: Ted de Corsia)‏ مواليد 29 سبتمبر 1903 في بروكلين، الولايات المتحدة - الوفاة 11 أبريل 1973 في لوس أنجلوس، كاليفورنيا، الولايات المتحدة، هو ممثل أمريكي بدأ مسيرته الفنية سنة 1947.

## الأعمال
- المدينة العارية
- ذا بيغ كومبو
- القتل
- جوكر البرية
- النزاع المسلح في أو كيه كورال

## روابط خارجية
- تيد دي كورسيا على موقع IMDb (الإنجليزية)
- تيد دي كورسيا على موقع ألو سيني (الفرنسية)
- تيد دي كورسيا على موقع أول موفي (الإنجليزية)
- تيد دي كورسيا على موقع قاعدة بيانات برودواي على الإنترنت (الإنجليزية)
- تيد دي كورسيا على موقع قاعدة بيانات الأفلام السويدية (السويدية)
- تيد دي كورسيا على موقع إن إن دي بي (الإنجليزية)
- تيد دي كورسيا على موقع قاعدة بيانات الفيلم (الإنجليزية)
- تيد دي كورسيا على موقع كينوبويسك (الروسية)